# Жогорку Кенеш
Жогорку́ Кене́ш Кыргы́зской Респу́блики (кирг. Кыргыз Республикасынын Жогорку Кеңеши), часто именуется просто как Жогорку́ Кене́ш (кирг. Жогорку Кеңеш — переводится на русский как «Верховный Совет») — состоящий из 90 депутатов однопалатный парламент Кыргызстана, законодательный орган государства.
Жогорку Кенеш избирается сроком на 5 лет по пропорциональной системе. По результатам выборов одной политической партии может быть предоставлено не более 65 мандатов в парламенте.
Действующим председателем парламента (Торага) является Нурланбек Шакиев.

## История
Первым Жогорку Кенешем официально считается 12-й Созыв Верховного Совета Киргизской ССР, носящий наименование «легендарный парламент».
Днём парламентаризма установлено 4 июня. По предложению профессора и бывшего спикера Жогорку Кенеша З. К. Курманова в этот день 1922 г. в Пишпеке состоялся Первый учредительный съезд Советов Кара-Кыргызской Горной области в количестве 425 делегатов, представляющих 12 национальностей, проведённый по инициативе ведущих киргизских политиков А.Сыдыкова, И.Арабаева, И.Айдарбекова и других. Фактически эта дата стала началом процесса возрождения киргизской государственности.

## Процесс формирования и структура

Здание парламента

С 1995 по 2000 депутаты в Жогорку Кенеш избирались по мажоритарной системе. Он состоял из двух палат — Законодательного собрания (ЗС) и Собрания народных представителей (СНП).
По реформе 1998 года Законодательное собрание состояло из 60 депутатов (ранее 35 депутатов), из которых 15 депутатов избирались по партийным спискам. Собрание народных представителей состояло из 45 депутатов (ранее 70 мест). Всего 105 депутатов.
С 2005 избран однопалатный парламент, состоящий из 75 депутатов, избранных по мажоритарной системе.
Согласно статье 70 Конституции Кыргызстана, принятой на референдуме 27 июня 2010 года, состав парламента расширен до 120 депутатов (ранее — 90), избираемых на пятилетний срок по партийным спискам.
Согласно Конституции, принятой на референдуме в апреле 2021 года, ЖК нового созыва будет состоять из 90 депутатов: 54 парламентария избираются по пропорциональной системе (по открытым спискам кандидатов политических партий) в едином избирательном округе, а 36 — по мажоритарной системе в одномандатных округах.

## Созывы
Жогорку Кенеш ведёт свою историю с 1939 года — с Верховного Совета Киргизской ССР. Действующий созыв избран на выборах в 2021 году.
Созывы Жогорку Кенеша:
- 1995 — «первый созыв»
- 2000 — «второй созыв»
- 2005 — «третий созыв»[3]
- 2007 — «четвёртый созыв» (на последних выборах 71 мандат получила пробакиевская партия «Ак жол»)[4]. Весной 2010 года в связи с государственным переворотом Жогорку Кенеш был распущен Временным правительством. Впоследствии 6 июля 2010 г. ЦИК КР издал постановление о прекращении деятельности Жогорку Кенеша 4-го созыва[1].
- 2010 — «пятый созыв» — выборы проведены 10 октября 2010 года. В парламент прошли 5 партий[5].
- 2015 — «шестой созыв» — выборы прошли 4 октября 2015 года. По новому избирательному праву, для прохождения в парламент партиям необходимо было набрать 7 % голосов от числа проголосовавших и 0,7 % в каждой области[6]. По официальным результатам, в новый парламент прошли 6 партий[7].
- 2020 — выборы, прошедшие 4 октября 2020 года, показали победу двух партий — «Биримдик» и «Мекеним Кыргызстан», что вызвало волну протестов и политический кризис в стране. В связи с этим Центральная комиссия по выборам и проведению референдумов признала недействительными итоги голосования. В республике сменилась власть и принята новая конституция. Повторные выборы назначены на ноябрь 2021 года.
- 2021 — «седьмой созыв» — выборы проведены 28 ноября 2021 года. По обновленному избирательному праву, для прохождения в парламент партиям необходимо было набрать 5 % голосов от числа проголосовавших В парламент прошли 6 партий.